# Harischandragarh
Harischandragarh är ett berg i Indien.   Det ligger i distriktet Thane och delstaten Maharashtra, i den sydvästra delen av landet, 1 100 km söder om huvudstaden New Delhi. Toppen på Harischandragarh är 1 364 meter över havet, eller 161 meter över den omgivande terrängen. Bredden vid basen är 2,1 km.
Terrängen runt Harischandragarh är huvudsakligen kuperad, men den allra närmaste omgivningen är bergig. Runt Harischandragarh är det ganska tätbefolkat, med 248 invånare per kvadratkilometer. Det finns inga samhällen i närheten. Omgivningarna runt Harischandragarh är en mosaik av jordbruksmark och naturlig växtlighet.